# Sint-Petruskerk (Koblenz)
De Sint-Petruskerk (Duits: St. Peter) is een rooms-katholieke parochiekerk in Koblenz. De kerk is bepalend voor het silhouet van het stadsdeel Neuendorf en draagt het patrocinium van de apostel Petrus. De Sint-Petruskerk is de enige barokke kerk van Koblenz die behouden bleef.

## Geschiedenis
Het patrocinium van de kerk werd overgenomen van de kerk uit Lützel, een plaats in de buurt van Neuendorf. Daar was reeds in de 12e eeuw een Petruskerk, die tijdens de Paltse erfopvolgingsoorlog in 1688 net als de rest van de plaats verwoest werd. De bewoners van Lützel vonden in Neuendorf nieuwe huisvesting. Daar werd hen een nieuwe kerk toegezegd en aldus werd in de jaren 1723-1725 een zaalkerk gebouwd, vooralsnog zonder toren. Waarschijnlijk werd het gebouw ontworpen door Philip Honorius van Ravensteyn, een van oorsprong Nederlandse architect in dienst van het keurvorstendom Trier. Het oorspronkelijke plan werd echter gewijzigd en vereenvoudigd uitgevoerd door de uitvoerder. 
De wijding van de kerk vond op 11 december 1736 plaats. Door de sterke bevolkingsaanwas van Neuendorf werd in de jaren 1912-1915 de kerk vergroot. Aan de noordelijke zijde verscheen een aanbouw met kerktoren in neobarokke stijl. In de nieuwbouw kreeg de oude zaalkerk een nieuwe bestemming als voorhal van de eigenlijke kerk. Veel elementen uit deze periode werden bij de verbouwing in 1958 resp. 1977 verwijderd. Het interieur werd geheel vernieuwd; het Tweede Vaticaans Concilie had tot gevolg dat het altaar in 1977 midden in de kerk werd opgesteld.
Aan de oever van de Rijn is een oorlogsmonument met de aartsengel Michaël en draak en de namen van gevallenen in de Eerst- en Tweede Wereldoorlog in de gevel ingemetseld. In de kerk bevindt zich een genadebeeld van Maria Hulp naar Lucas Cranach de Oude.

## Afbeeldingen

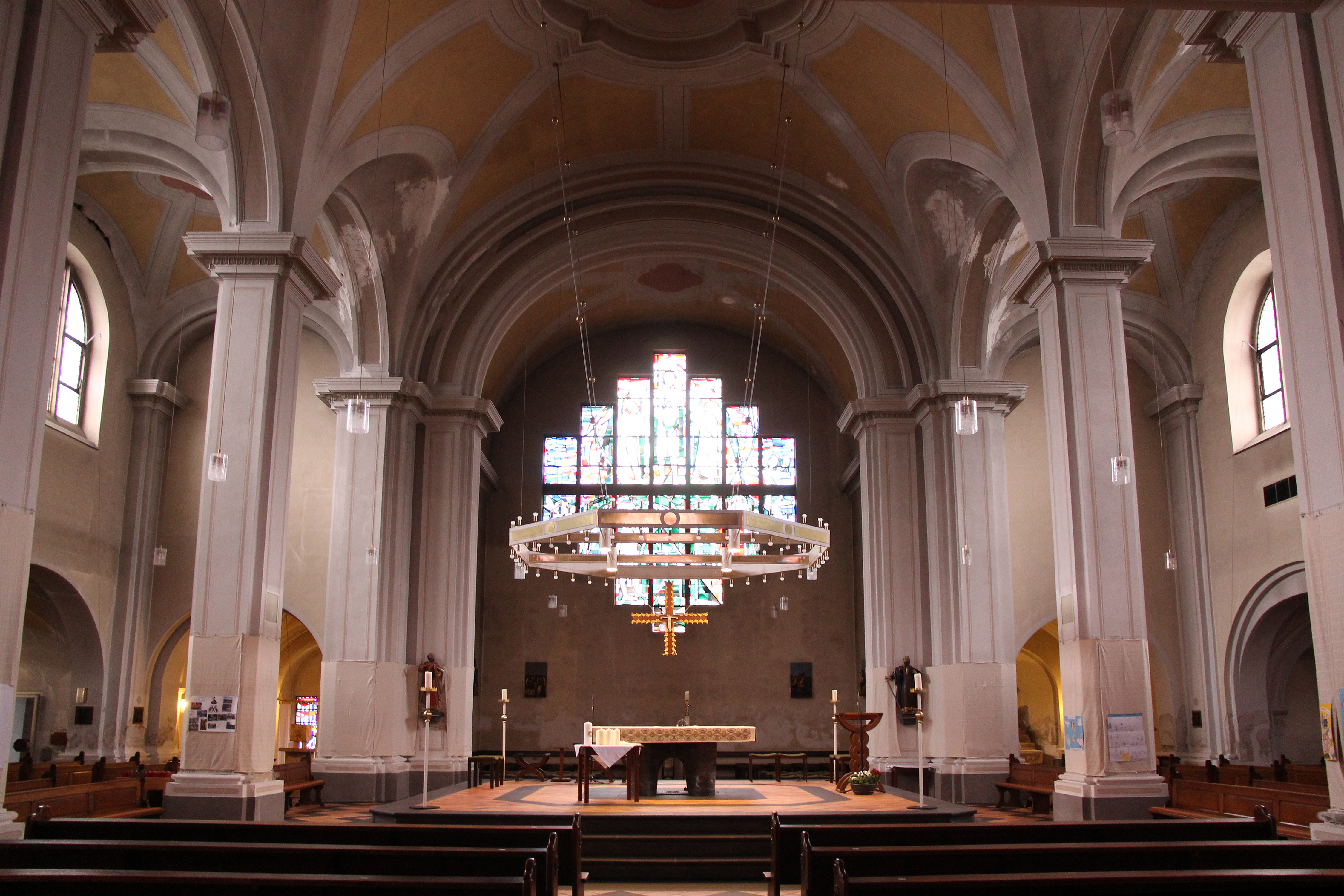
Interieur
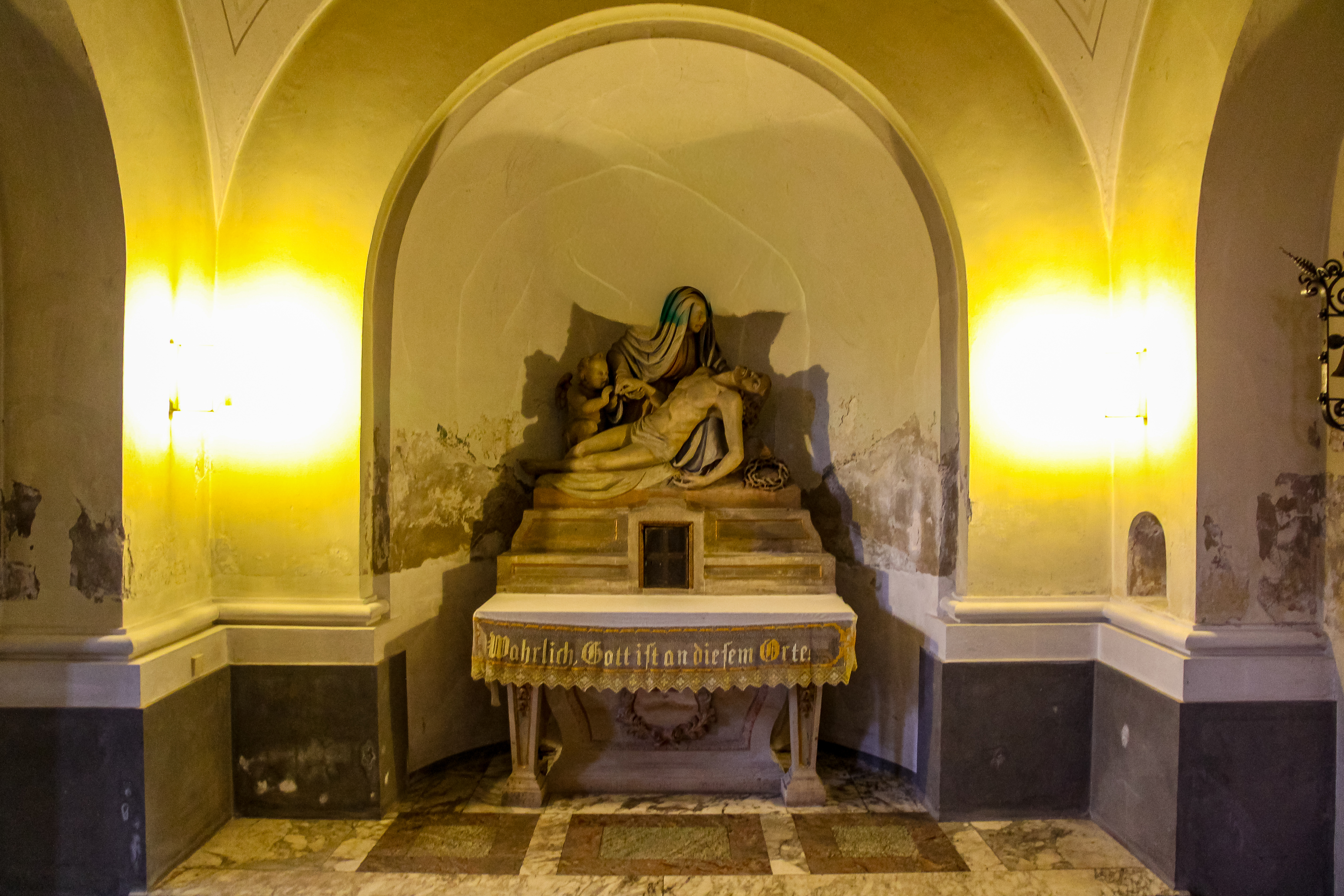
Piëta
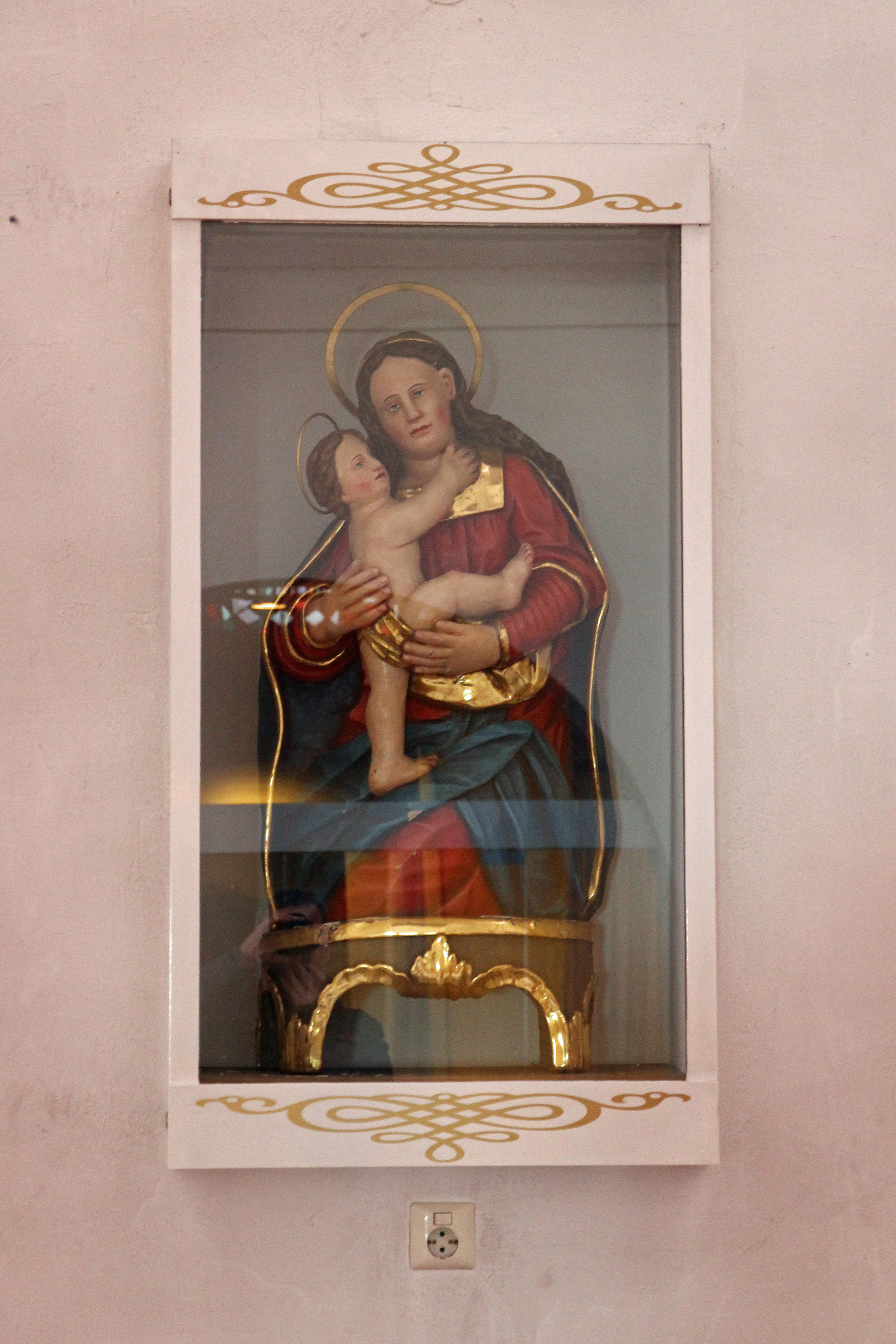
Genadebeeld